# Туризм в Узбекистане

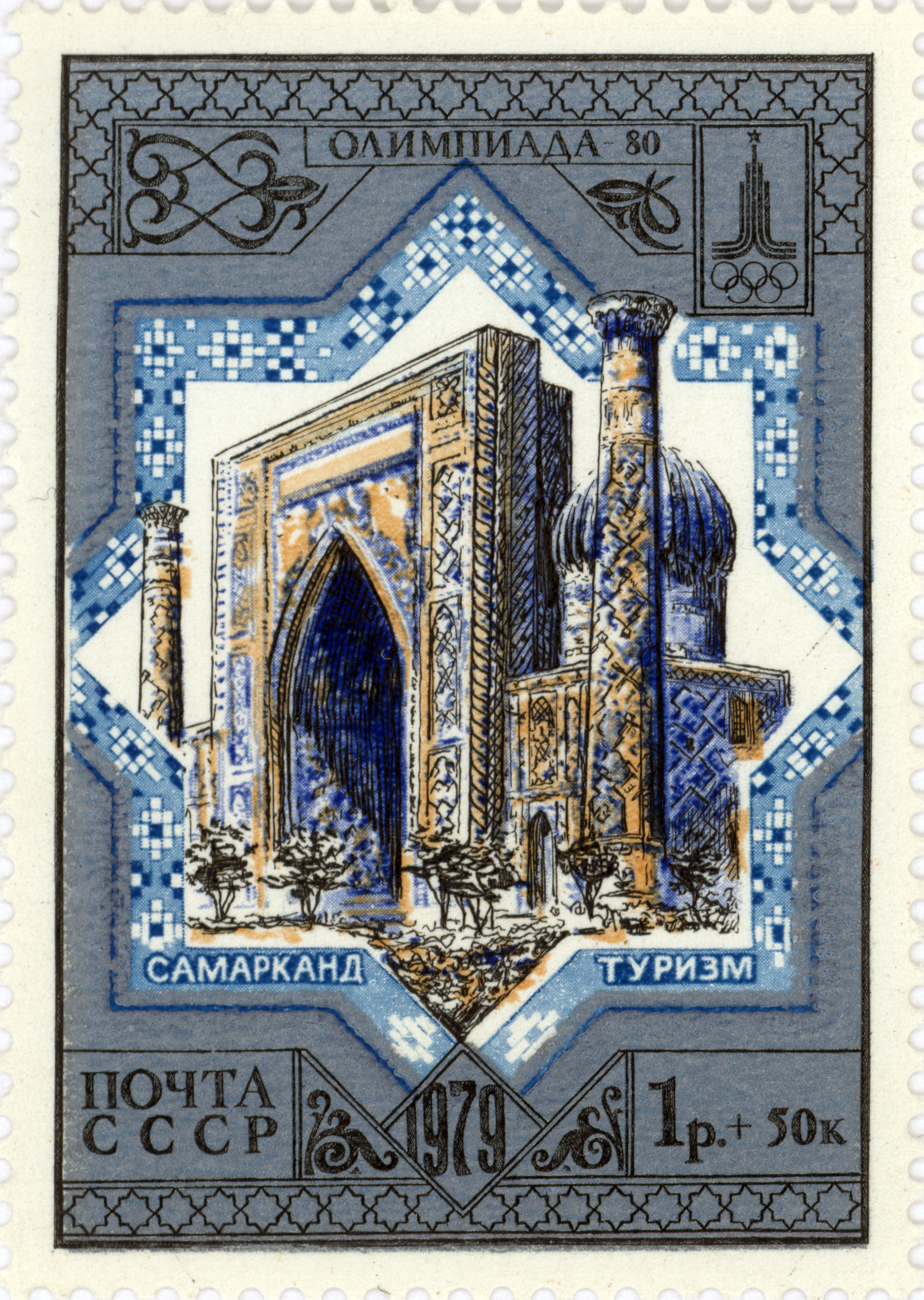
Туризм в Узбекистане. Почтовая марка СССР

Сфера туристических интересов в Узбекистане включает как активные виды отдыха и спортивного туризма, типа скалолазания и горнолыжного спорта, так и путешествия с познавательными целями, где объектом познания является богатая археологическая и религиозная история этой страны.
Растёт количество туристов, ежегодно приезжающих в Узбекистан: в 2005 году количество туристов, посетивших Узбекистан, составило 240 тысяч человек из 117 стран мира, а в 2017 году Узбекистан посетили более 2,5 миллиона туристов. Количество туристов в 2018 году составил 5,3 миллионов, из них 5 миллионов из стран СНГ, 325 тысяч из дальнего зарубежья.
Каждую осень в Узбекистане проводится Международная туристическая ярмарка.
Доля туристов, въехавших в Республику Узбекистан с целью туризма в 2006, 2007 гг., составляет 9 % от общего количества въехавших. В 2007 году в Узбекистан въехало с целью туризма на 27264 больше человек, чем в 2006 году (на 66 % больше). 80 % въехавших составляют граждане СНГ (726669 человек), а 20 % — граждане других зарубежных стран. Доля въехавших с целью туризма в разрезе государств иная — 72 % туристов составляют граждане зарубежных стран, а 28 % — граждане стран СНГ.
Согласно данным статистического интернет-опроса, прошедшего с 7 мая по 7 августа 2008 года, большинство опрошенных — 39 %, посещают страну из-за интереса к её историческим и архитектурным достопримечательностям. Другая группа — 24 % посещает Узбекистан ради ознакомления с культурой, традициями и образом жизни. Таким образом, большинство туристов желают посетить: исторические места, памятники, музеи и художественные галереи, древние здания и сооружения (например, древние крепости, мечети, медресе, библиотеки, бывшие тюрьмы и колодцы), а также парки, национальные фестивали и другие культурные мероприятия.
Офис Всемирной туристской организации (ВТО) был открыт в Самарканде в 2004 году. Этот офис призван координировать усилия международных организаций и национальных туристических организаций стран, расположенных на Великом шёлковом пути.
Согласно данным Госдепартамента США, Узбекистан находится в группе безопасных стран для туризма, в которых следует принимать обычные меры предосторожности.
В начале 2015 года, 1036 местных предприятий имели лицензию на туристическую деятельность, Из них 559 являются тур-операторами и 477 гостиничными хозяйствами.

## Климатические преимущества Узбекистана

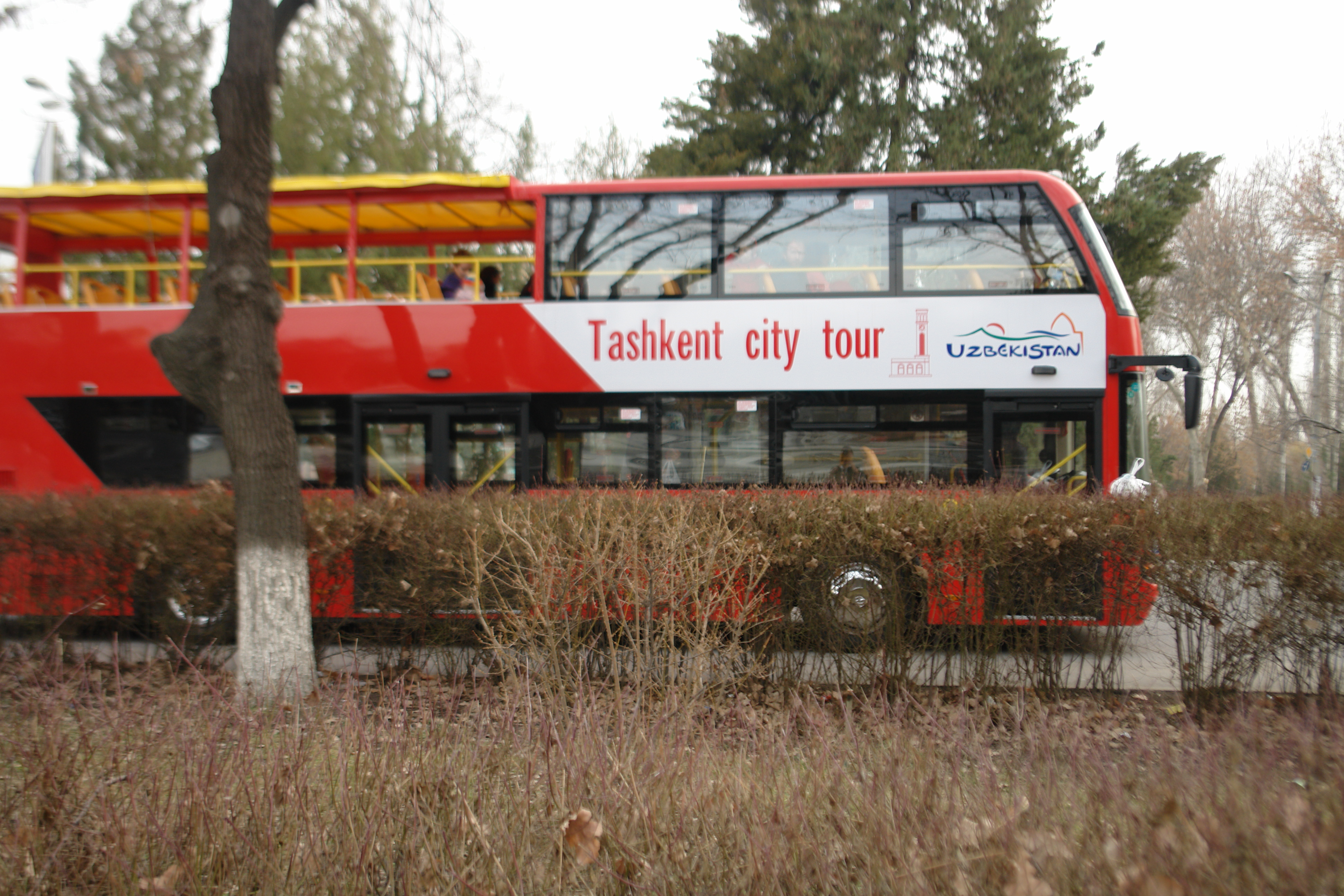
Один из туристических автобусов, появившихся в Ташкенте в 2014 году

Узбекистан располагает своеобразными климатическими условиями по сравнению с другими странами Центральной Азии. Если принять Ташкент, столицу Узбекистана, за точку отсчета, то в 808 км северо-восточнее Ташкента, в бывшей столице Казахстана Алма-Ате, среднегодовая температура на 5—8 градусов ниже. В то же время, в 1294 км юго-западнее Ташкента, в столице Туркменистана Ашхабад среднегодовая температура на 8—10 градусов выше.
Умеренный климат, в сочетании с наличием воды для ирригации, делают землю Узбекистана плодородной. Мягкие зимы привлекают горнолыжников в горы Чимгана поблизости от Ташкента

## Спортивный туризм
Узбекские горы привлекательны для тех, кто любит активные формы отдыха типа альпинизма, горного туризма и скалолазания. Наиболее популярная горная местность Узбекистана — это Чимганские горы c доминирующим пиком Большой Чимган, высотой 3309 м. Эта местность служит началом множества альпинистских троп, маршрутов пешего туризма, скалолазания, конных маршрутов, горнолыжных трасс и т. п.
Популярным маршрутом сплава на рафтах является река Чаткал, впадающая в Чарвакское водохранилище и имеющая пороги нескольких категорий сложности.
Для спелеологов представляют интерес хребет Байсунтау с глубокими пещерами: Бой-Булок (амплитуда 1415 м), Фестивальная-Ледопадная (−580 м), Уральская (−565 м); пещера Киевская (−990 м) на плато Кырктау; пещера Зайдмана (−506 м) на Чаткальском хребте и другие.

## Зимний отдых в горах Узбекистана

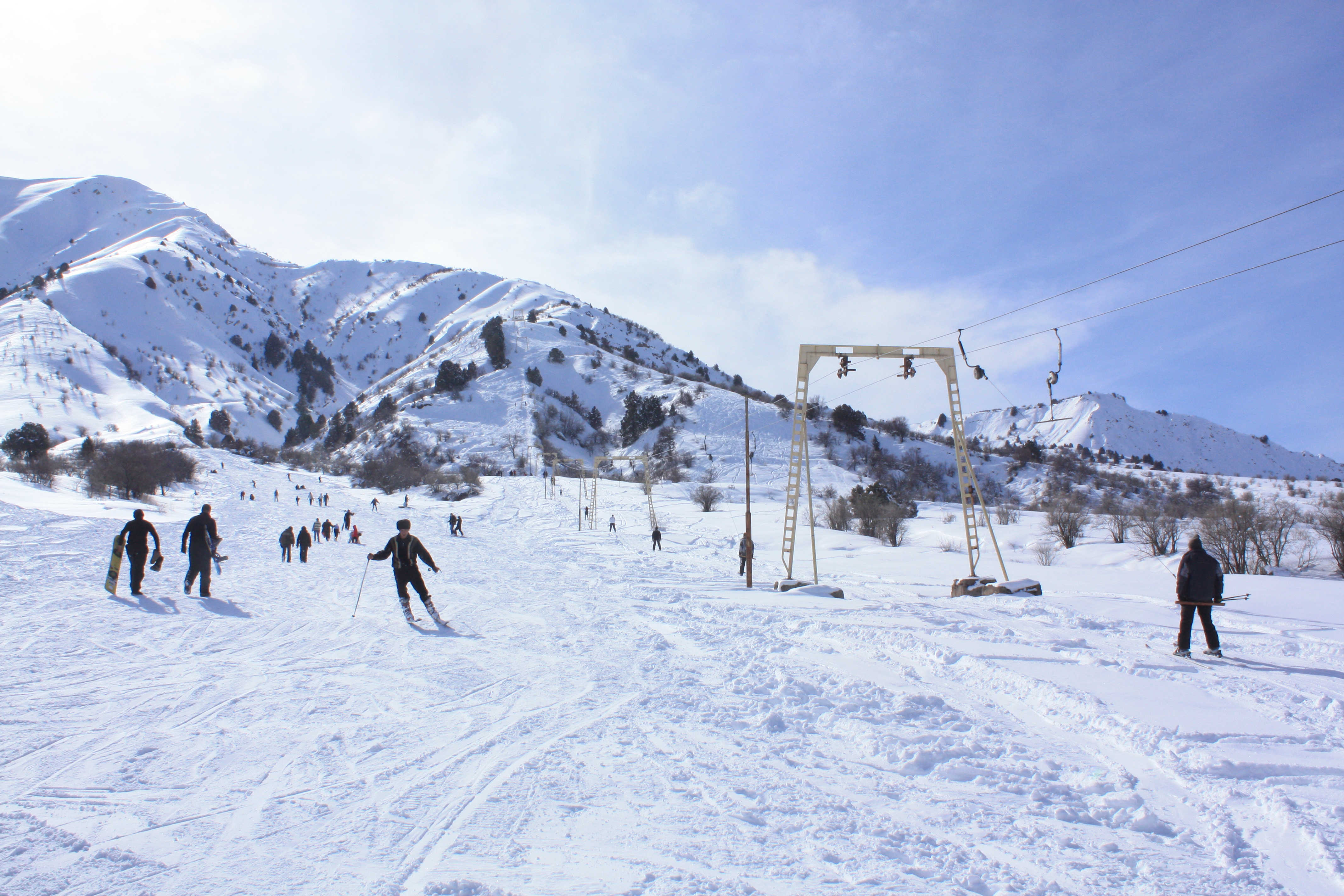
Лыжный курорт в горах Чимгана

Прежде всего, важно отметить, что горы Узбекистана «теплые». Это немаловажная деталь для любителей катания на горных лыжах, потому что здесь склон «держит лыжу» и можно не точить канты лыж. В горах Узбекистана резко континентальный климат, и даже если ночь там бывают сильные морозы, утром склон все рано «отпускает». И вообще холода ниже 20 градусов здесь бывают редко.
Еще с советских времён зимний отдых в горах Узбекистана организован в Чимгане и Бельдерсае. Здесь имеется несколько современных пансионатов гостиничного типа и гостиниц. Кроме этого, имеется большой выбор коттеджей частного сектора.
В 2019 году был открыт новый горнолыжный курорт мирового уровня — Амирсой. Оснащён двумя  канатными подъёмниками и достраивается третий. 11 трасс различного уровня сложности.

## Архитектурные и исторические достопримечательности

Мечеть Минор в Ташкенте, 2015 год

- Ташкент: ансамбли Хазрати Имам и Шейхантаур, медресе Абдулкасим Шейха, Баракхан и Кукельдаш;
- Самарканд: площадь Регистан, мечеть Биби Ханум, мавзолей Гур-Эмир, комплекс Шахи Зинда, обсерватория Улугбека;
- Бухара: ансамбль Пои-Калян, цитадель Арк, мавзолей Саманидов, Ляби-хауз;
- Хива с его сохранившимся внутренним городом Ичан-Кала, многочисленными мечетями, медресе, минаретами, стенами и воротами, — все это признанные в мире достопримечательности.

Хотя часто ошибочно полагают, что в Ташкенте нет достопримечательностей, здесь также сохранились исторические памятники, среди которых мавзолей Шейха Зайнудина и мавзолей Шейха Ховенди ат-Тахура.

## Туризм в Хорезмской Области и Каракалпакстане
Территория Хорезмской области и Каракалпакстана усыпана множеством природных, исторических, архитектурных и археологических достопримечательностей. Только в одной Хорезмской области находится около 300 исторических памятников, в Каракалпакстане около 200 и некоторые из них датируются IV-II века до нашей эры с эпохой Зороастризма.
В последние годы туристический потенциал в этом регионе был существенно дополнен некоторыми новыми средствами обслуживания и достопримечательностями.
Множество экологических туров организовано в последнее время к кладбищу судов, расположенному в Муйнаке, в районе прежней береговой линии Арала.
После модернизации аэропорт в Ургенче получил международный статус. Теперь он соответствует первой категории ICAO.

## Живая природа другие достопримечательности пустынь

Пустыня Кызылкум

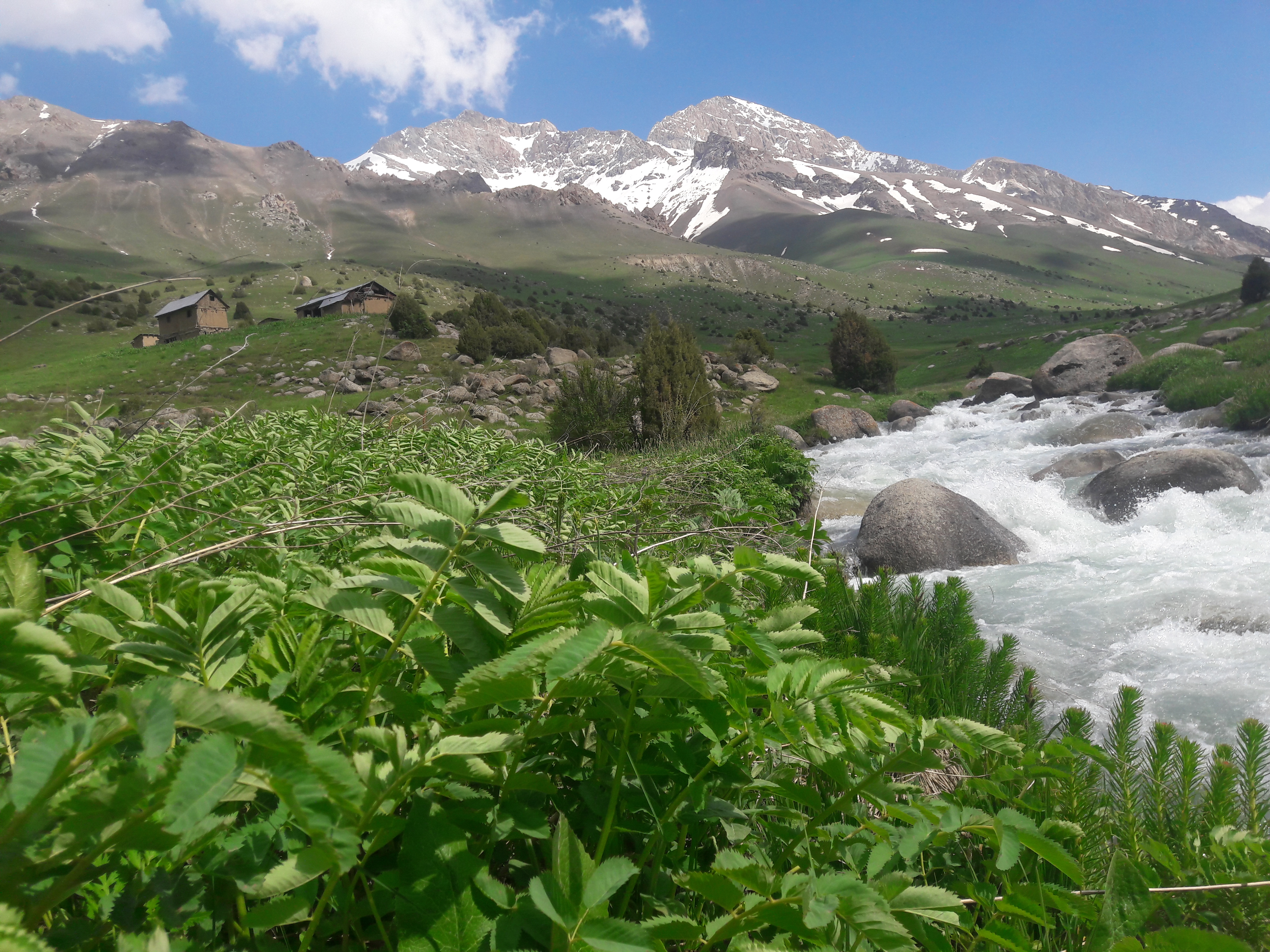
Пейзаж Шахрисабзского района Кашкадарьинской области

Фауна пустыни Кызылкум включает множество видов редких животных. Кызылкумский заповедник, расположенный в Аму-Дарьинских тугаях является интересным природным парком, в котором обитают некоторые редкие виды животных. Представляет также интерес экоцентр «Джейран», расположенный в 40 км к югу от Бухары. Здесь специалисты занимаются восстановлением исчезающих и редких видов животных.
На берегах озера Айдаркуль организовано несколько юртовых лагерей. Айдаркуль и другие озера этой системы являются традиционно хорошими местами для любительской рыбной ловли. Кроме этого, туристам предоставляется возможность покататься на верблюдах, и другие романтические занятия, создающие представление о жизни кочевников.
Другое интересное место, расположенное на окраине Кызылкумов — это урочище Сармышсай. Это ущелье с горной речкой на южном склоне горной системы Каратау в 30—40 км к северо-востоку от города Навои (бывш. Кермине). Сармышсай известен памятниками древней деятельности человека, сконцентрированной на площади приблизительно 20 км². Достопримечательности включают карьеры, шахты, древние поселения, могильные холмы, склепы и наскальные рисунки (всего около 4000 фрагментов наскальной живописи). С древности эта территория, где местные жители отправляли свои ритуалы, была священной.

## Транспортная доступность страны

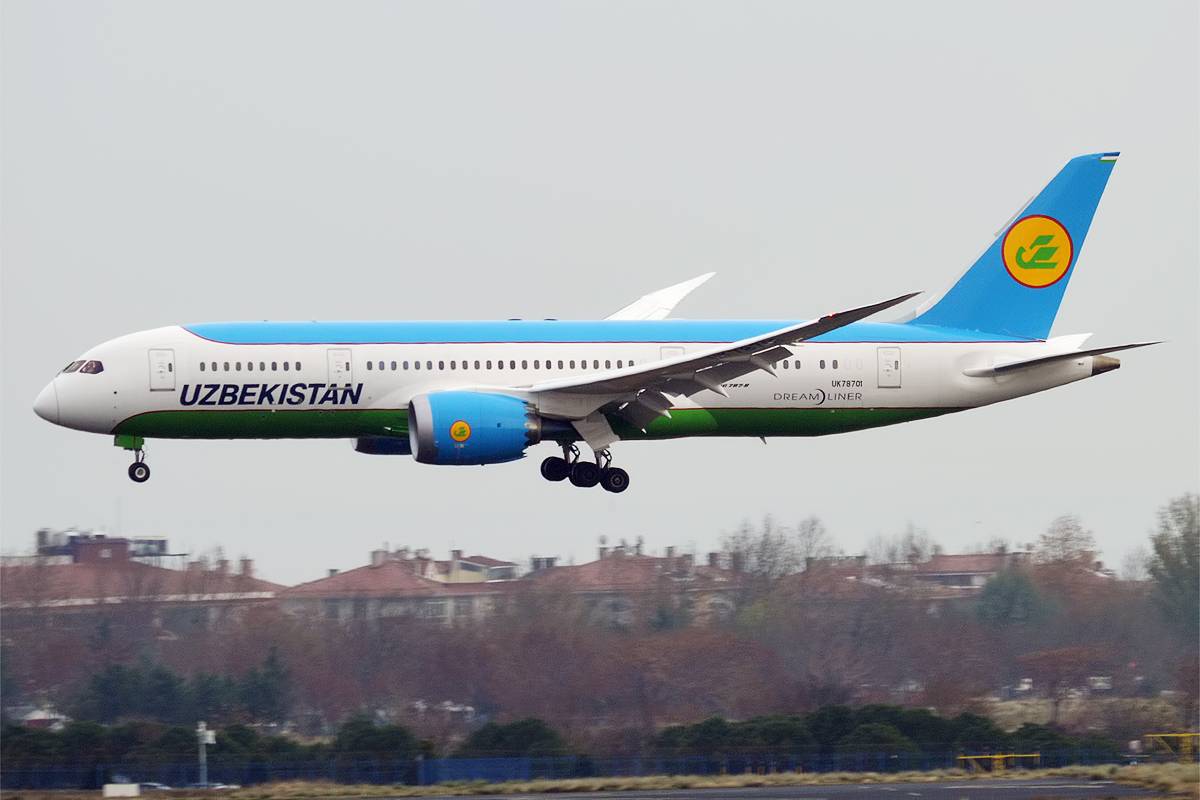
Самолет Узбекских Авиалиний

Большинство путешествий по Узбекистану начинаются со въезда в столицу страны Ташкент.
В городе имеется современный «Международный аэропорт имени Ислама Каримова», в котором базируется государственная узбекская компания «Узбекистон хаво йуллари». Аэропорт принимает самолёты компаний «Аэрофлот», «ЮТэйр», S7 Airlines, Lufthansa, «Россия», Asiana Airlines, Arkia Israel Airlines, Turkish Airlines, Korean Air, Air Astana и другие.
В городе имеются также аэропорт местных линий, два вокзала и многочисленные автостанции.
Ещё ряд аэропортов Узбекистана имеют международный статус (Андижан, Бухара, Навои, Самарканд, Ургенч, Фергана, Наманган, Термез, Карши, Нукус).

## Валюта и обмен
Валюта — узбекский сум.
Курсы иностранных валют устанавливаются коммерческими банками самостоятельно и могут меняться в течение дня.
Самая крупная банкнота, имеющая хождение в Узбекистане - 200000 сумов.

## Виза
Безвизовый режим в Узбекистане c 1 января 2020 года введён для граждан 86 стран: 
| Австралия (30 дней)            | Венгрия (30 дней)                  | КНР, включая Гонконг (7 дней) | ОАЭ (30 дней)                      | Тринидад и Тобаго (30 дней) |
| Австрия (30 дней)              | Гватемала (30 дней)                | Коста-Рика (30 дней)          | Панама (30 дней)                   | Турция (30 дней)            |
| Азербайджан                    | Германия (30 дней)                 | Куба (30 дней)                | Польша (30 дней)                   | Украина                     |
| Андорра (30 дней)              | Гондурас (30 дней)                 | Кыргызстан (60 дней)          | Португалия (30 дней)               | Финляндия (30 дней)         |
| Антигуа и Барбуда (30 дней)    | Гренада (30 дней)                  | Латвия (30 дней)              | Республика Кипр (30 дней)          | Франция (30 дней)           |
| Аргентина (30 дней)            | Греция (30 дней)                   | Литва (30 дней)               | Республика Корея (30 дней)         | Хорватия (30 дней)          |
| Армения                        | Грузия                             | Лихтенштейн (30 дней)         | Россия                             | Черногория (30 дней)        |
| Багамские острова (30 дней)    | Дания (30 дней)                    | Люксембург (30 дней)          | Румыния (30 дней)                  | Чехия (30 дней)             |
| Барбадос (30 дней)             | Доминика (30 дней)                 | Малайзия (30 дней)            | Сальвадор (30 дней)                | Чили (30 дней)              |
| Беларусь                       | Доминиканская Республика (30 дней) | Мальта (30 дней)              | Сан-Марино (30 дней)               | Швейцария (30 дней)         |
| Белиз (30 дней)                | Израиль (30 дней)                  | Мексика (30 дней)             | Сент-Винсент и Гренадины (30 дней) | Швеция (30 дней)            |
| Бельгия (30 дней)              | Индонезия (30 дней)                | Молдавия                      | Сент-Китс и Невис (30 дней)        | Эстония (30 дней)           |
| Босния и Герцеговина (30 дней) | Ирландия (30 дней)                 | Монако (30 дней)              | Сент-Люсия (30 дней)               | Ямайка (30 дней)            |
| Болгария (30 дней)             | Исландия (30 дней)                 | Монголия (30 дней)            | Сербия (30 дней)                   | Япония (30 дней)            |
| Бразилия (30 дней)             | Испания (30 дней)                  | Нидерланды (30 дней)          | Сингапур (30 дней)                 |                             |
| Бруней (30 дней)               | Италия (30 дней)                   | Никарагуа (30 дней)           | Словакия (30 дней)                 |                             |
| Ватикан (30 дней)              | Казахстан                          | Новая Зеландия (30 дней)      | Словения (30 дней)                 |                             |
| Великобритания (30 дней)       | Канада (30 дней)                   | Норвегия (30 дней)            | Таджикистан (30 дней)              |                             |

С 15 июля 2018 года в Узбекистане введен порядок безвизового въезда, временного пребывания и выезда из Узбекистана через пункты пропуска граждан 101 государства, следующих транзитом через территорию Узбекистана в международных аэропортах страны на срок не более пяти суток. При этом необходимо наличие у них авиабилета в третью страну, а перевозчик должен своевременно предоставить подразделениям Пограничных войск Службы государственной безопасности Узбекистана предварительную информацию о пассажирах.
К ним относятся граждане следующих стран (из списка исключены страны, получившие позже безвизовый режим):
| Албания   | Ливан                     | Суринам                     |
| Алжир     | Маврикий                  | Таиланд                     |
| Бахрейн   | Северная Македония        | Тунис                       |
| Бутан     | Мальдивы                  | Туркменистан                |
| Венесуэла | Марокко                   | Уругвай                     |
| Вьетнам   | Науру                     | Фиджи                       |
| Габон     | Оман                      | Филиппины                   |
| Гайана    | Палау                     | Шри-Ланка                   |
| Индия     | Перу                      | Эквадор                     |
| Катар     | Саудовская Аравия         | Экваториальная Гвинея       |
| Колумбия  | Сейшельские Острова       | Южно-Африканская Республика |
| Кувейт    | Соединенные Штаты Америки |                             |

Безвизовый въезд, временное пребывание и выезд из Узбекистана введен для иностранных граждан, не достигших 16-летнего возраста, при наличии у них заграничного паспорта или биометрического проездного документа, сопровождаемых их законными представителями, на срок действия въездной визы в паспорте сопровождающего лица, но не более 90 дней со дня въезда в Узбекистан.
Единая туристическая виза для индивидуальных иностранных граждан, выдается на 30 дней. Оформление въездных виз для индивидуальных иностранных туристов — $40. Порог для оформления групповой туристской визы — 5 человек.
С 15 августа 2018 года введена система оформления и выдачи электронных въездных виз для пребывания в Узбекистане в туристических целях.

## Прописка
Прописка иностранных граждан в Узбекистане обязательна, в соответствии с Правилами пребывания иностранных граждан и лиц без гражданства в Республике Узбекистан. Временная прописка осуществляется по прибытии в пункт назначения в течение трёх суток, исключая праздничные и выходные (воскресенье) дни. Трёхсуточный срок считается с 01:00 следующего дня после даты прибытия.
От временной прописки освобождаются:
- иностранные граждане, совершающие путешествие, если срок их пребывания в каждом конкретном населённом пункте Узбекистана не превышает трёх суток. Требования непрерывной регистрации в одном населённом пункте нет
- иностранные граждане, прибывающие в Республику Узбекистан на праздничные и выходные дни или на срок до трёх суток в обычные дни и выезжающие из республики в течение этих дней
- лица, прибывшие в Республику Узбекистан по паспортам, выданным Организацией Объединённых Наций
- иностранные граждане, не достигшие 16-летнего возраста
- члены экипажей иностранных военных самолётов (судов)

Кроме гостиниц, к средствам размещения отнесены:
- наземный транспорт, преобразованный под средство размещения для ночлега
- палаточные лагеря
- индивидуальные средства размещения (юрты, хостелы и другие)
- лечебные учреждения
- гостевые и частные дома, квартиры

Регистрация туристов, проживающих в гостинице, осуществляется автоматически и входит в стоимость проживания. При регистрации выдается специальный талон или ставится штамп в паспорте.

## Гостиницы
В стране построено много новых фешенебельных гостиниц, в том числе и общенациональные гостиничные сети и по типу B&B. Большинство из них частные.
Всего в Республике Узбекистан 1046 объектов размещения (гостиницы, пансионаты, гостевые дома, общежития для приезжих и др.). 28 % гостиниц имеют категорию (звёздность) — от одной звезды до пяти, большая часть подобных гостиниц расположена в Ташкенте (58 %). Одно- и двухзвёздочные отели расположены только в областях республики, а пятизвёздочные — только в Ташкенте. Больше половины частных гостиниц приходятся на г. Ташкент (54 %). Номерной фонд в Республике Узбекистан составляет более 22,7 тысяч номеров, или 47 тысяч мест.

## Всесоюзные маршруты по Средней Азии (Узбекистан)
Разработаны в СССР всесоюзные туристские маршруты, из которых сохранили популярность сейчас следующие:
- № 211 — «По столицам республик Средней Азии и Казахстана» (Ашхабад — Душанбе — Ташкент — Фрунзе — Алма-Ата)
- № 212 — «По столицам республик Средней Азии» (Фрунзе — Ташкент — Самарканд — Душанбе — Ашхабад) (обратный маршруту № 214)
- № 214 — «По столицам республик Средней Азии» (Ашхабад — Душанбе — Самарканд — Ташкент — Фрунзе) (обратный маршруту № 212)
- № 235 — «По Туркменистану и Узбекистану» (Ашхабад — Бухара — Самарканд — Ташкент)
- № 244 — «Путешествие в сказку» (Ашхабад — Ташауз — Ургенч — Бухара — Самарканд)
- № 245 — «Путешествие в сказку» (Ашхабад — Ташауз — Ургенч — Бухара — Самарканд)
- № 315 — «Фрунзе — Ташкент — Ашхабад»
- № 408 — «По Туркменистану и Узбекистану» (Ашхабад — Бухара — Самарканд — Ташкент)
- № 423 — «По Таджикистану и Узбекистану» (обратный маршруту № 428)
- № 424 — «По древним городам Узбекистана» (Ташкент — Самарканд — Бухара — Ургенч) (обратный маршруту № 426)
- № 426 — «По древним городам Узбекистана» (Ургенч — Бухара — Самарканд — Ташкент) (обратный маршруту № 424)
- № 428 — «По Узбекистану и Таджикистану» (обратный маршруту № 423)
- № 437 — «Из Казахстана в Среднюю Азию» (Алма-Ата — Фрунзе — Джамбул — Чимкент — Ташкент) (обратный маршруту № 438)
- № 439 — «К Ферганской долине»